# Greg Land
Pour les articles homonymes, voir Land.
Greg Land est un artiste américain de bande dessinée, mieux connu pour son travail sur des livres tels que Uncanny X-Men, Birds of Prey et Les Quatre Fantastiques.

## Biographie
Greg Land a d'abord travaillé pour un éditeur indépendant en tant qu'artiste pour StormQuest après s'être fait sa propre publicité à la convention de comics de Mid-Ohio Con (en). Après cela, il a été embauché par DC Comics en 1995 pour travailler sur New Titans Annual n°11. En 1999, il termine les couvertures de Birds of Prey, basées sur les dessins de Brian Stelfreeze. Il a aussi réalisé les dessins de runs sur Birds of Prey et Nightwing.
Plus tard, il a commencé à travailler chez CrossGen Comics sur une série intitulée Sojourn. La série a démarré en juillet 2001 et fini en Mai 2004, pour un total de 34 numéros.
Après la banqueroute de CrossGen, Greg Land a continué à travailler pour Marvel Comics, où il réalise les couvertures de différentes séries. Cela a conduit à une collaboration avec l'écrivain Greg Pak en tant que principal artiste sur X-Men: Phoenix Endsong. Ensuite, il devient le dessinateur pour Ultimate Fantastic Four. Il a réalisé les dessins pour le crossover entre le Supremeverse et l'Ultimate Univers de Marvel, intitulé Ultimate Power, qui a été écrit par Brian Michael Bendis, J. Michael Straczynski et Jeph Loeb. Il a ensuite fait les couvertures pour Marvel Zombies 3 qui étaient toutes des hommages à des affiches de films célèbres de Zombie.
En 2008, il illustre Uncanny X-Men n°500. Depuis lors et jusqu'en décembre 2011, il a illustré plusieurs numéros sporadiquement, pour un total de 22 en tout. Son dernier numéro est le 544. Au cours de cette même période, il a également illustré les numéros 210 et 235 à 237 de X-Men: Legacy.
En 2012, Land illustre les numéros 5 à 8 et 11 à 12 de la relance de Uncanny X-Men.

### Vie privée
Greg Land est marié et a une fille.

## Réception critique
Greg Land a été accusé d'avoir dépassé les limites dans l'utilisation de photographies de références (Photo-referencing (en)), allant jusqu'à copier des images à partir de sources telles que de la pornographie hardcore, et les recopiant dans ses pages avec un minimum de retouches Photoshop pour que le travail semble être un dessin original, une réputation qu'il a développé à partir de ses travaux sur Ultimate Fantastic four et Ultimate Power. Il a accepté de ne plus employer de photos en aussi grande quantité. L'A.V. Club l'a inclus dans sa liste de 2009 des « 21 artistes qui ont changé la bande dessinée (pour le meilleur ou pour le pire) » pour cette raison.
En commentant le travail de Greg Land sur Uncanny X-Men n°510, Brian Cronin de Comic Book Resources a fait remarquer que le numéro « est probablement celui qui a les dessins qui ont été les plus néfastes pour une histoire que j'ai vu dans une bande dessinée », disant que Land est limité dans le nombre de poses et utilise le même modèle pour de multiples personnages, ce qui donne des « résultats terribles pour le dessin et particulièrement terrible pour la narration ». Il a également été moqué pour son utilisation limitée des expressions faciales sur la Chose.

## Publications

### Caliber Press
- 1994 : StormQuest n°1

### DC Comics
- 1995 : New Titans Annual n°11
- 1997 : Supergirl vol. 4, n°11-12, Annual n°2
- 1998 : Birds of Prey: Black Canary - Batgirl (one shot)
- 1998 : Action Comics n°743
- 1998 : JLA n°15 (avec Howard Porter)
- 1998 : Nightwing/Huntress, mini-série, n°1-4
- 1999-2000 : Birds of Prey n°1 à 6, 8 à 10 ; n°13 (avec Patrick Zircher)
- 2000-2001 : Nightwing n°41-43, 45-46, 48-50, 52, 54-56, Annual n°1

### CrossGen
- 2001-2004 : Sojourn n°1 à 33

### Marvel Comics
- 1996 : X-Men Unlimited n°13
- 2005 : X-Men: Phoenix Endsong, minisérie, n°1-5
- 2005-2006 : Ultimate Fantastic Four n°21-32
- 2006-2008 : Ultimate Power, mini-série, n°1-9
- 2008 : Free Comic Book Day X-Men: Pixies and Demons
- 2008-2011 : Uncanny X-Men n°500-503, 508-511, 515-517, 520-521, 530-531, 540-542
- 2010 : X-Men: Legacy n°235-237
- 2012 : Avenging Spider-Man n°4
- 2012 : Uncanny X-Men, vol. 3, n°6-8, 11-12
- 2013 : Iron Man, vol. 5, n°1-9
- 2013-2014 : Mighty Avengers, vol. 2, n°1 à 4
- 2015 : Future Imperfect n°1-5
- 2016-2017 : Uncanny X-Men, vol. 4, n°1-5, 11-15
- 2017- : Weapon X, vol. 2, n°1-
- 2017-2018 : Incredible Hulk n°709-713
- 2018 : Astonishing X-Men, vol. 2, n°13